# Metak (gruppo musicale)
I Metak sono stati un gruppo musicale rock croato attivo dal 1978 al 1981.

## Formazione
- Mirko Krstičević – basso (1978-1981)
- Matko Jelavić – battetria (1978-1981)
- Željko Brodarić Jappa - voce, chitarra (1978-1981)
- Ranko Boban - vocce (1978)
- Zlatko Brodarić - chitarra (1978-1981)
- Doris Tomić - organo (1978-1980)

## Discografia

### Album in studio
- U tetrapaku (1979)
- Ratatatija (1980)

### Raccolte
- Šijavica/Gastabajterska (1978)
- Ona ima svoju dragu mamu/Revoler (1979)
- Da mi je biti morski pas/Revoler (1980)